# План (Изер)
План (фр. Plan) — коммуна во Франции, находится в регионе Рона — Альпы. Департамент коммуны — Изер. Входит в состав кантона Сент-Этьенн-де-Сен-Жуар. Округ коммуны — Гренобль.
Код INSEE коммуны — 38308. Население коммуны на 1999 год составляло 182 человека. Населённый пункт находится на высоте от 452  до 785  метров над уровнем моря. Муниципалитет расположен на расстоянии около 460 км юго-восточнее Парижа, 70 км юго-восточнее Лиона, 30 км северо-западнее Гренобля. Мэр коммуны — Jean-Paul Bernard, мандат действует на протяжении 2001—2008 гг.
Динамика населения (INSEE):